# U-OV
U-OV is een merknaam voor het openbaar vervoer in de provincie Utrecht. De merknaam is bedacht door de inmiddels opgeheven Bestuur Regio Utrecht. De eerste vervoerder die onder die merknaam opereert is Qbuzz, die sinds 8 december 2013 het openbaar vervoer per bus en sneltram uitvoert in de concessie Regio Utrecht. Met de introductie van U-link rijdt sinds 15 december 2019 ook Syntus Utrecht onder die naam (echter alleen op de met Qbuzz gedeelde U-link lijn 50).
De merknaam is de opvolger van de oude naam Voor U. Qbuzz nam het vervoer over van vervoerders Connexxion en GVU.
Op 11 juni 2024 werd bekend dat de naam U-OV per 14 december 2025 wordt uitgerold naar de gehele provincie Utrecht. Twee vervoerders zullen dan onder die naam actief zijn, namelijk Keolis Nederland (concessie Utrecht Buiten) en Transdev (concessie Utrecht Binnen).

## Huisstijl
De huisstijl van U-OV is grotendeels gebaseerd op de huisstijl van voorloper Voor U. Centraal in de huisstijl van U-OV is de geel-grijze kleur van de voertuigen, die ook in de informatievoorziening naar de reizigers naar voren wordt gebracht.
De naam U-OV wordt gebruikt als naam van het gehele netwerk, maar op de voertuigen wordt onderscheid gemaakt tussen bus en tram: de bussen hebben als eigen merknaam U-bus, de trams hebben als merknaam U-tram.

### Bestemmingskleuren

#### 2013-2019
Om de reizigersinformatie duidelijker te maken, heeft Qbuzz de reizigersinformatie speciale kleuren gegeven. Elke deel van de regio Utrecht heeft een eigen kleur, die te zien is in alle reizigersinformatie: van de stickers op de halte tot de kleuren achter het lijnnummer op de bus. Daardoor kunnen reizigers makkelijk herkennen of zij een bus nemen in de juiste richting. Behalve de kleuren hebben alle regio's ook aparte symbolen, zodat reizigers die kleurenblind zijn ook gebruik kunnen maken van dit systeem. Deze symbolen zijn in 2017 afgeschaft. 
| Kleur | Symbool  | Bestemming                                                           |
| ----- | -------- | -------------------------------------------------------------------- |
|       | Domtoren | Centraal Station, Museumkwartier                                     |
|       | Zon      | De Uithof                                                            |
|       | Ruit     | Lunetten, Houten, Bunnik, Wijk bij Duurstede                         |
|       | Pijl     | Nieuwegein, IJsselstein, Vianen, Leerdam                             |
|       | Zuil     | Zuilen, Overvecht, Tuindorp, Maarssen-Dorp                           |
|       | Boogbrug | Leidsche Rijn, Vleuten, Lage Weide, Maarssenbroek                    |
|       | Huis     | Oudwijk, Voordorp, Rijnsweerd, Zeist, De Bilt, Bilthoven, Amersfoort |
|       | Koffer   | Lombok, Kanaleneiland, Papendorp, De Meern                           |

Met name de blauwe kleur van het lijnfilm heeft tot klachten geleid van onder andere de politie, omdat gevreesd wordt voor verwarring van automobilisten met de blauwe lichten van de hulpdiensten. Qbuzz heeft na overleg met de politie de lichtsterkte teruggeschroefd.

#### 2019-heden
Vanwege de introductie van U-link (de Utrechtse equivalent van Q-link) in 2019, is het lijnkleurgebruik bij U-OV veranderd, evenals de huisstijl op de bussen die sinds 2019 in dienst komen bij U-OV (zowel nieuw als tweedehands). Voortaan rijden er grijze bussen op de U-link lijnen, die elk een eigen lijnkleur hebben:
- Lijn 28:  groen
- Lijn 34:  paars
- Lijn 41:  turquoise
- Lijn 50:  rood
- Lijn 73:  roze
- Lijn 77:  blauw

De trams hebben de oranje lijnkleur en de overige bussen hebben de gele lijnkleur.

Voorbeelden van de U-OV Huisstijl
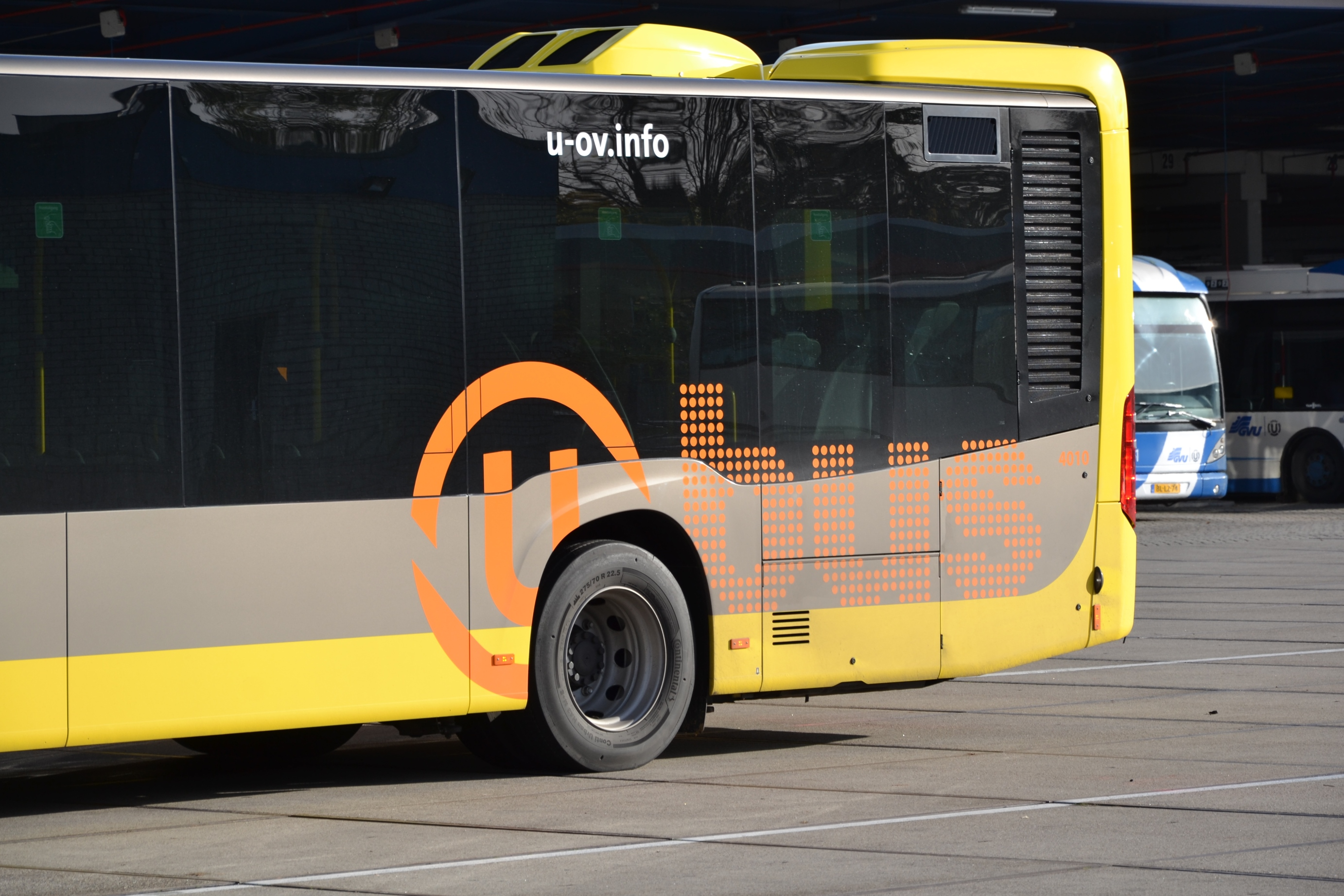
U-Bus logo op de achterkant van een Utrechtse stadsbus
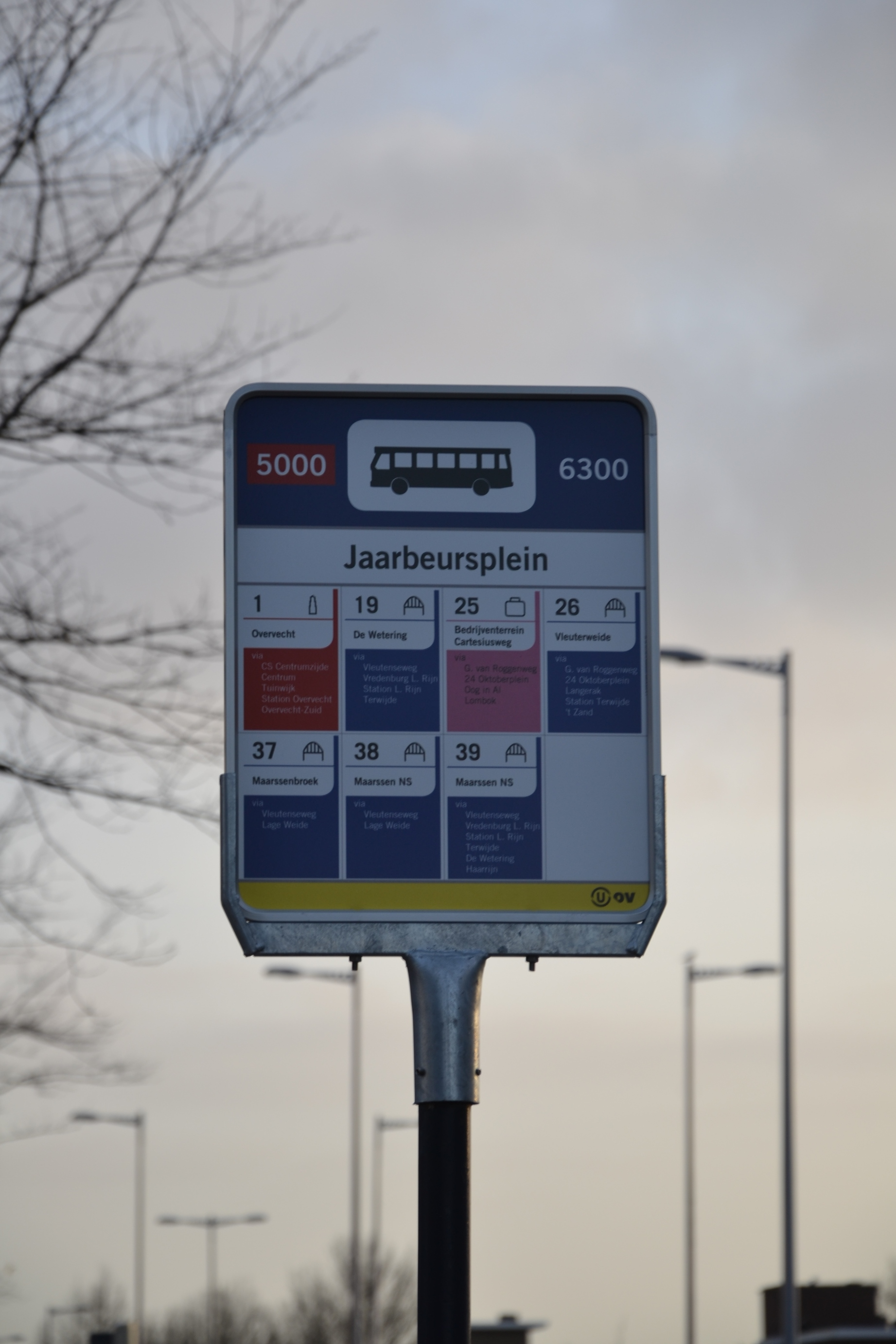
Bushalte met de bestemmingskleuren van U-OV
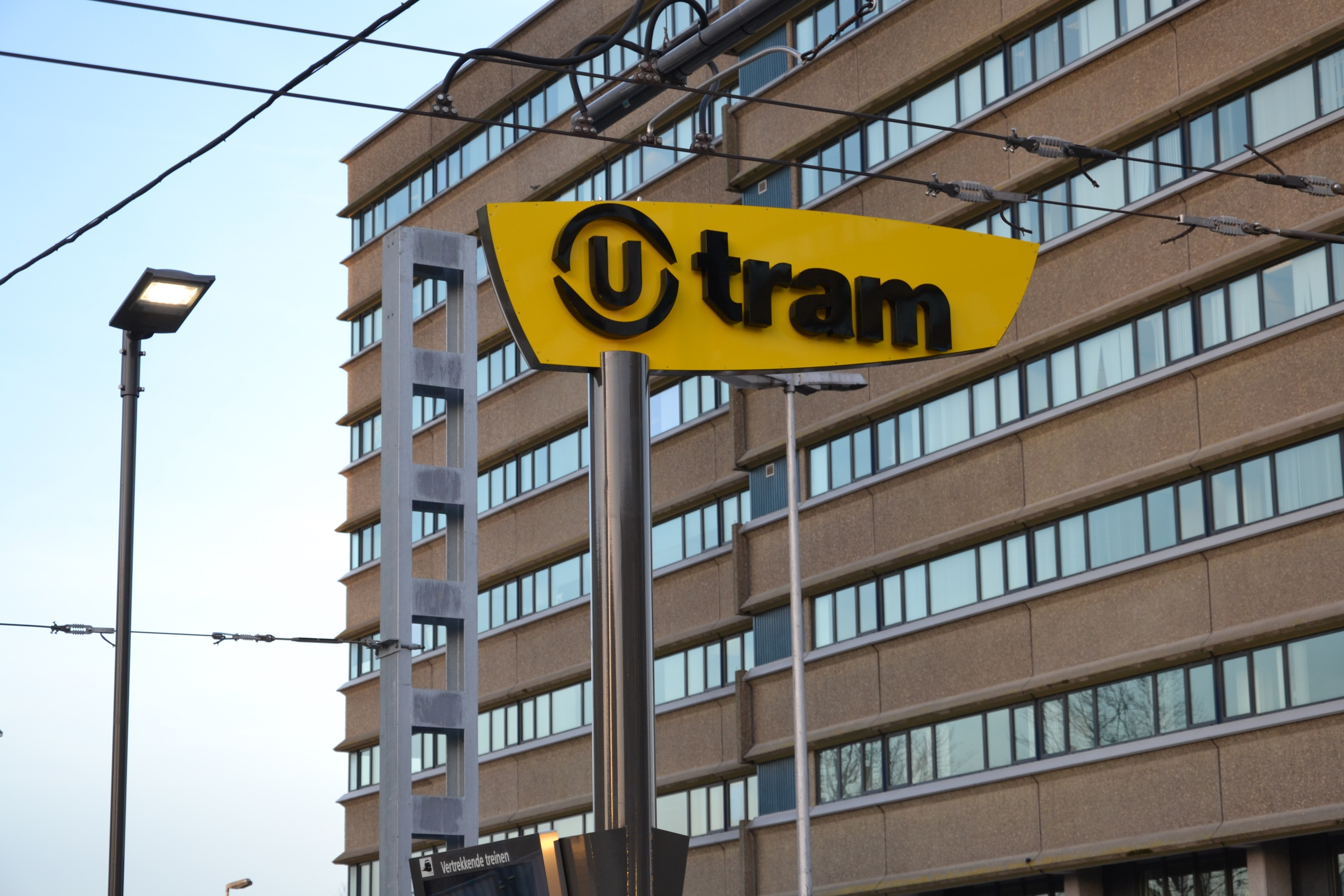
Bord met het logo van U-Tram

## Tariefstructuren
U-OV biedt naast de gebruikelijke regionale sterabonnementen ook de Gemaksabonnement Stad en Regio aan, die eveneens geldig zijn op de trein. Die zijn iets duurder dan de corresponderende sterabonnementen.

## Wagenpark

### Busmaterieel
Voor de concessie heeft Qbuzz in totaal 168 nieuwe bussen besteld en nam Qbuzz tijdelijk 20 dubbelgelede bussen over van GVU voor de stadsdienst van Utrecht. Daarnaast nam Qbuzz 142 bussen over van Connexxion voor op de streekdienst. Deze bussen reden op GTL (Gas-to-Liquids) van Shell.
Op 6 maart 2019 werd bekend van welke types de elektrische bussen zijn die vanaf 2020 voor U-OV gaan rijden. Voor de lijnen 3, 7 en 8 in de stad Utrecht gaan 35 Heuliez bussen rijden van het type GX 437 ELEC. Voor de streekdienst worden 20 twaalf meter lange elektrische bussen van het type Ebusco 2.2 uitgekozen omdat deze geschikt zijn om op de stalling in Zeist opgeladen te worden.
| Series               | Aantal           | Type                            | Bouwjaar            | Status             | Merknaam         | Opmerkingen | Afbeelding       |
| Keolis Nederland     | Keolis Nederland | Keolis Nederland                | Keolis Nederland    | Keolis Nederland   | Keolis Nederland | Keolis Nederland | Keolis Nederland |
| -------------------- | ---------------- | ------------------------------- | ------------------- | ------------------ | ---------------- | --- | ---------------- |
| 138-158              | 21               | VDL MidCity                     | 2023                | In dienst          | U-bus            | Afkomstig uit concessie Provincie Utrecht |                  |
| 1902, 1903           | 2                | BYD K9U                         | 2018                | In dienst          | U-bus            | Afkomstig uit concessie Provincie Utrecht |                  |
| 1904-1908            | 5                | BYD K9UB                        | 2019                | In dienst          | U-bus            | Afkomstig uit concessie Provincie Utrecht |                  |
| 8101-81??            | n.n.b.           | Yutong U12                      | 2025                | In aanbouw         | U-bus            | |                  |
| 8201-82??            | n.n.b.           | Yutong U12                      | 2025                | In aanbouw         | U-link           | |                  |
| 8301-83??            | n.n.b.           | Yutong U15                      | 2025                | In aanbouw         | U-liner          | |                  |
| 8401-8412            | 12               | MAN Lion's City G               | 201?                | Nog niet in dienst | U-liner          | Ex Keolis Zweden 4069-4080 |                  |
| 8501-85??            | n.n.b.           | Yutong U15                      | 2025                | In aanbouw         | U-bus            | |                  |
| 8601, 8602           | 2                | Yutong U18                      | 2025                | In aanbouw         | U-bus            | |                  |
| 8701-8703            | 3                | Yutong U18                      | 2025                | In aanbouw         | U-liner          | |                  |
| Qbuzz                |                  |                                 |                     |                    |                  | |                  |
| 111                  | 1                | Mercedes-Benz Sprinter City 65  | 2013                | Uit dienst         | -                | Deze bus is geen eigendom van U-OV maar van Pouw Vervoer. Deze bus reed in 2017 op de tijdelijke pendelbuslijn 22 die heeft gereden vanwege een langdurige omleiding op lijn 2. |                  |
| 1039                 | 1                | Optare Solo SR                  | 2013                | Uit dienst         | -                | Deze bus is geen eigendom van U-OV maar van Anton Bals. Gehuurde diesel minibus, werd tijdelijk gebruikt voor lijn 2. |                  |
| 2504-2514            | 11               | VDL Citea LLE-120               | 2015                | Nog niet in dienst | U-bus            | Ex BVG Berlin. |                  |
| 3161                 | 1                | Mercedes-Benz Citaro LE         | 2009                | Uit dienst         | U-bus            | Werden voorheen ingezet in de concessie Groningen-Drenthe. Deze bussen zijn eind 2014 voorzien van de huisstijl van U-OV. |                  |
| 3291                 | 1                | Mercedes-Benz Citaro LE         | 2009                | Uit dienst         | U-bus            | Werden voorheen ingezet in de concessie Groningen-Drenthe. Deze bussen zijn eind 2014 voorzien van de huisstijl van U-OV. |                  |
| 3211                 | 4                | Mercedes-Benz Citaro LE         | 2009                | Uit dienst         | -                | Werden van december 2013 t/m maart 2014 ingezet op lijn 4. Daarna werden ze nog enige tijd gebruikt voor instructieritten, scholierenvervoer en sporadische inzet op lijndiensten. In augustus 2014 zijn deze bussen weer teruggekeerd naar het oorspronkelijke inzetgebied (Groningen-Drenthe). |                  |
| 3212                 | 4                | Mercedes-Benz Citaro LE         | 2009                | Uit dienst         | -                | Werden van december 2013 t/m maart 2014 ingezet op lijn 4. Daarna werden ze nog enige tijd gebruikt voor instructieritten, scholierenvervoer en sporadische inzet op lijndiensten. In augustus 2014 zijn deze bussen weer teruggekeerd naar het oorspronkelijke inzetgebied (Groningen-Drenthe). |                  |
| 3214                 | 4                | Mercedes-Benz Citaro LE         | 2009                | Uit dienst         | -                | Werden van december 2013 t/m maart 2014 ingezet op lijn 4. Daarna werden ze nog enige tijd gebruikt voor instructieritten, scholierenvervoer en sporadische inzet op lijndiensten. In augustus 2014 zijn deze bussen weer teruggekeerd naar het oorspronkelijke inzetgebied (Groningen-Drenthe). |                  |
| 3219                 | 4                | Mercedes-Benz Citaro LE         | 2009                | Uit dienst         | -                | Werden van december 2013 t/m maart 2014 ingezet op lijn 4. Daarna werden ze nog enige tijd gebruikt voor instructieritten, scholierenvervoer en sporadische inzet op lijndiensten. In augustus 2014 zijn deze bussen weer teruggekeerd naar het oorspronkelijke inzetgebied (Groningen-Drenthe). |                  |
| 3111                 | 1                | Mercedes-Benz Citaro LE         | 2009-2010           | Uit dienst         | U-bus            | Reden bij U-OV sinds augustus 2016. Reden eerst in de concessie GD. |                  |
| 3114                 | 1                | Mercedes-Benz Citaro LE         | 2009-2010           | Uit dienst         | U-bus            | Reden bij U-OV sinds augustus 2016. Reden eerst in de concessie GD. |                  |
| 3116                 | 1                | Mercedes-Benz Citaro LE         | 2009-2010           | Uit dienst         | U-bus            | Reden bij U-OV sinds augustus 2016. Reden eerst in de concessie GD. |                  |
| 3174                 | 1                | Mercedes-Benz Citaro LE         | 2009-2010           | Uit dienst         | U-bus            | Reden bij U-OV sinds augustus 2016. Reden eerst in de concessie GD. |                  |
| 3195                 | 1                | Mercedes-Benz Citaro LE         | 2009-2010           | Uit dienst         | U-bus            | Reden bij U-OV sinds augustus 2016. Reden eerst in de concessie GD. |                  |
| 3198                 | 1                | Mercedes-Benz Citaro LE         | 2009-2010           | Uit dienst         | U-bus            | Reden bij U-OV sinds augustus 2016. Reden eerst in de concessie GD. |                  |
| 3201                 | 1                | Mercedes-Benz Citaro LE         | 2009-2010           | Uit dienst         | U-bus            | Reden bij U-OV sinds augustus 2016. Reden eerst in de concessie GD. |                  |
| 3202                 | 1                | Mercedes-Benz Citaro LE         | 2009-2010           | Uit dienst         | U-bus            | Reden bij U-OV sinds augustus 2016. Reden eerst in de concessie GD. |                  |
| 3205                 | 1                | Mercedes-Benz Citaro LE         | 2009-2010           | Uit dienst         | U-bus            | Reden bij U-OV sinds augustus 2016. Reden eerst in de concessie GD. |                  |
| 3206                 | 1                | Mercedes-Benz Citaro LE         | 2009-2010           | Uit dienst         | U-bus            | Reden bij U-OV sinds augustus 2016. Reden eerst in de concessie GD. |                  |
| 3302-3308            | 7                | Mercedes-Benz Citaro LE         | 2009-2010           | Uit dienst         | U-bus            | Reden bij U-OV sinds augustus 2016. Reden eerst in de concessie GD. |                  |
| 3316                 | 1                | Mercedes-Benz Citaro LE         | 2009-2010           | Uit dienst         | U-bus            | Reden bij U-OV sinds augustus 2016. Reden eerst in de concessie GD. |                  |
| 3053                 | 1                | Mercedes-Benz Citaro G          | 2009-2010           | Uit dienst         | -                | Reden bij U-OV sinds december 2019. Reden eerst in de concessie GD. Reden tijdelijk in Utrecht totdat de Heuliez-bussen waren ingestroomd. |                  |
| 3054                 | 1                | Mercedes-Benz Citaro G          | 2009-2010           | Uit dienst         | -                | Reden bij U-OV sinds december 2019. Reden eerst in de concessie GD. Reden tijdelijk in Utrecht totdat de Heuliez-bussen waren ingestroomd. |                  |
| 3060                 | 1                | Mercedes-Benz Citaro G          | 2009-2010           | Uit dienst         | -                | Reden bij U-OV sinds december 2019. Reden eerst in de concessie GD. Reden tijdelijk in Utrecht totdat de Heuliez-bussen waren ingestroomd. |                  |
| 3066                 | 1                | Mercedes-Benz Citaro G          | 2009-2010           | Uit dienst         | -                | Reden bij U-OV sinds december 2019. Reden eerst in de concessie GD. Reden tijdelijk in Utrecht totdat de Heuliez-bussen waren ingestroomd. |                  |
| 3073                 | 1                | Mercedes-Benz Citaro G          | 2009-2010           | Uit dienst         | -                | Reden bij U-OV sinds december 2019. Reden eerst in de concessie GD. Reden tijdelijk in Utrecht totdat de Heuliez-bussen waren ingestroomd. |                  |
| 3074                 | 1                | Mercedes-Benz Citaro G          | 2009-2010           | Uit dienst         | -                | Reden bij U-OV sinds december 2019. Reden eerst in de concessie GD. Reden tijdelijk in Utrecht totdat de Heuliez-bussen waren ingestroomd. |                  |
| 3077-3079            | 3                | Mercedes-Benz Citaro G          | 2009-2010           | Uit dienst         | -                | Reden bij U-OV sinds december 2019. Reden eerst in de concessie GD. Reden tijdelijk in Utrecht totdat de Heuliez-bussen waren ingestroomd. |                  |
| 3327-3334            | 8                | Mercedes-Benz Citaro 2 LE       | 2016                | In dienst          | U-bus            | Werden voorheen ingezet in de concessie Groningen-Drenthe (GD). In september 2022 reden de 3329, 3330 en 3333 tijdelijk bij U-OV om vervolgens terug te keren naar de concessie GD. Per februari 2023 gingen de 3330 en de 3333 definitief in Utrecht rijden, samen met de 3332. Per juli 2023 kwamen de 3327 en 3329 ook in Utrecht te rijden. Vanaf het najaar kwamen ook de 3327-3329, 3331, 3334, 3336-3340, 3342, 3344, 3345, 3351-3353 naar Utrecht. De 3336 en 3352 rijden in een U-link uitvoering op lijn 34. |                  |
| 3336-3340            | 5                | Mercedes-Benz Citaro 2 LE       | 2016                | In dienst          | U-bus/U-link     | Werden voorheen ingezet in de concessie Groningen-Drenthe (GD). In september 2022 reden de 3329, 3330 en 3333 tijdelijk bij U-OV om vervolgens terug te keren naar de concessie GD. Per februari 2023 gingen de 3330 en de 3333 definitief in Utrecht rijden, samen met de 3332. Per juli 2023 kwamen de 3327 en 3329 ook in Utrecht te rijden. Vanaf het najaar kwamen ook de 3327-3329, 3331, 3334, 3336-3340, 3342, 3344, 3345, 3351-3353 naar Utrecht. De 3336 en 3352 rijden in een U-link uitvoering op lijn 34. |                  |
| 3342                 | 1                | Mercedes-Benz Citaro 2 LE       | 2016                | In dienst          | U-bus            | Werden voorheen ingezet in de concessie Groningen-Drenthe (GD). In september 2022 reden de 3329, 3330 en 3333 tijdelijk bij U-OV om vervolgens terug te keren naar de concessie GD. Per februari 2023 gingen de 3330 en de 3333 definitief in Utrecht rijden, samen met de 3332. Per juli 2023 kwamen de 3327 en 3329 ook in Utrecht te rijden. Vanaf het najaar kwamen ook de 3327-3329, 3331, 3334, 3336-3340, 3342, 3344, 3345, 3351-3353 naar Utrecht. De 3336 en 3352 rijden in een U-link uitvoering op lijn 34. |                  |
| 3344                 | 1                | Mercedes-Benz Citaro 2 LE       | 2016                | In dienst          | U-bus            | Werden voorheen ingezet in de concessie Groningen-Drenthe (GD). In september 2022 reden de 3329, 3330 en 3333 tijdelijk bij U-OV om vervolgens terug te keren naar de concessie GD. Per februari 2023 gingen de 3330 en de 3333 definitief in Utrecht rijden, samen met de 3332. Per juli 2023 kwamen de 3327 en 3329 ook in Utrecht te rijden. Vanaf het najaar kwamen ook de 3327-3329, 3331, 3334, 3336-3340, 3342, 3344, 3345, 3351-3353 naar Utrecht. De 3336 en 3352 rijden in een U-link uitvoering op lijn 34. |                  |
| 3345                 | 1                | Mercedes-Benz Citaro 2 LE       | 2016                | In dienst          | U-bus            | Werden voorheen ingezet in de concessie Groningen-Drenthe (GD). In september 2022 reden de 3329, 3330 en 3333 tijdelijk bij U-OV om vervolgens terug te keren naar de concessie GD. Per februari 2023 gingen de 3330 en de 3333 definitief in Utrecht rijden, samen met de 3332. Per juli 2023 kwamen de 3327 en 3329 ook in Utrecht te rijden. Vanaf het najaar kwamen ook de 3327-3329, 3331, 3334, 3336-3340, 3342, 3344, 3345, 3351-3353 naar Utrecht. De 3336 en 3352 rijden in een U-link uitvoering op lijn 34. |                  |
| 3351-3353            | 3                | Mercedes-Benz Citaro 2 LE       | 2016                | In dienst          | U-bus/U-link     | Werden voorheen ingezet in de concessie Groningen-Drenthe (GD). In september 2022 reden de 3329, 3330 en 3333 tijdelijk bij U-OV om vervolgens terug te keren naar de concessie GD. Per februari 2023 gingen de 3330 en de 3333 definitief in Utrecht rijden, samen met de 3332. Per juli 2023 kwamen de 3327 en 3329 ook in Utrecht te rijden. Vanaf het najaar kwamen ook de 3327-3329, 3331, 3334, 3336-3340, 3342, 3344, 3345, 3351-3353 naar Utrecht. De 3336 en 3352 rijden in een U-link uitvoering op lijn 34. |                  |
| 3424-3447            | 23               | Mercedes-Benz Citaro G          | 2013                | Deels in dienst    | U-link           | Reden eerst in de concessie GD. Rijden op U-link lijnen 34 en 73. De 3434 is na een botsing met een boom gesloopt. |                  |
| 3500-3523            | 24               | Mercedes-Benz Citaro G          | 2009-2010           | Buiten dienst      | U-bus            | Reden bij U-OV sinds december 2019. Reden eerst in de concessie GD. Reden tijdelijk in Utrecht totdat de Heuliez-bussen waren ingestroomd. Enkele bussen keerden daarna terug naar GD. |                  |
| 4001-4066            | 66               | Mercedes-Benz Citaro            | 2013                | Deels in dienst    | U-bus/U-link     | De 4033 is in de nacht van 13 januari 2023 afgebrand. De 4051 is na aanhoudende problemen gesloopt, de 4061 is op 10 juni 2024 in brand gevlogen bij de Bilt https://www.rtvutrecht.nl/nieuws/3732443/bus-vliegt-in-brand-op-utrechtseweg-in-de-bilt De 4001-4016 rijden bij Pouw Vervoer. De 4066 rijdt in U-link uitvoering op lijn 34. |                  |
| 4101-4166            | 66               | Mercedes-Benz Citaro G          | 2013                | Deels in dienst    | U-bus/U-link     | 4157-4166 rijden op U-link lijnen 28, 73 en 77. 4109 is na een ongeluk in november 2021 opgeknapt en geëxporteerd in het voorjaar van 2022. De 4150-4155 rijden bij Pouw Vervoer. |                  |
| 4167-4172            | 6                | Mercedes-Benz Citaro G          | 2014                | Deels in dienst    | U-link           | Rijden op U-link lijnen 28, 73 en 77. De 4171 is in de nacht van 13 januari 2023 uitgebrand. |                  |
| 4173-4176            | 4                | Mercedes-Benz Citaro G          | 2015                | In dienst          | U-link           | Aangeschaft vanwege reizigersgroei. Rijden op U-link lijnen 28, 73 en 77. |                  |
| 4201-4217            | 17               | Van Hool newAGG300              | 2014                | Deels in dienst    | U-link           | Rijden op U-link lijn 28. De 4201, 4204, 4206, 4208 - 4211, 4213, 4214 en 4217 zijn in de nacht van 13 januari 2023 uitgebrand. |                  |
| 4218-4220            | 3                | Hess lighTram                   | 2012                | Uit dienst         | U-bus            | Reden eerst als 3490-3492 in de concessie GD. Reden sinds augustus/september 2016 op buslijnen 12 en 28 en van december 2019 tot dienst buiten dienststelling in 2022 op lijn 35 en U-link lijn 28. |                  |
| 4221-4230            | 10               | Mercedes-Benz CapaCity L        | 2017                | In dienst          | U-link           | Overgenomen in 2023 van Connexxion (ex 9341, 9345, 9349, 9351-9353, 9355, 9356, 9360, 9361). |                  |
| 4251-4258            | 8                | Van Hool newAGG300              | 2002                | Uit dienst         | -                | Overgenomen van GVU (oude GVU-nummering 4908-4927). Tijdelijk in dienst tot de nieuwe dubbelgelede bussen in dienst waren, werden vanaf de lente van 2014 een voor een vervangen met de instroom van de nieuwe dubbelgelede bussen. |                  |
| 4259-4270            | 12               | Van Hool newAGG300              | 2003                | Uit dienst         | -                | Overgenomen van GVU (oude GVU-nummering 4908-4927). Tijdelijk in dienst tot de nieuwe dubbelgelede bussen in dienst waren, werden vanaf de lente van 2014 een voor een vervangen met de instroom van de nieuwe dubbelgelede bussen. |                  |
| 4301-4303            | 3                | Optare Solo EV                  | 2013                | Uit dienst         | U-bus            | Volledig elektrische minibussen, werden tot 2020 gebruikt voor lijn 2. |                  |
| 4304                 | 1                | Heuliez GX 127                  | 2010                | Uit dienst         | U-bus            | Dit was een tijdelijke bus voor lijn 2 in afwachting van nieuwe elektrische bussen. |                  |
| 4305                 | 1                | Heuliez GX 127                  | 2012                | Uit dienst         | U-bus            | Dit was een tijdelijke bus voor lijn 2 in afwachting van nieuwe elektrische bussen. |                  |
| 4306                 | 1                | Heuliez GX 137                  | 2014                | Uit dienst         | U-bus            | Dit was een tijdelijke bus voor lijn 2 in afwachting van nieuwe elektrische bussen. |                  |
| 4307-4309            | 3                | Iveco Bus E-WAY 10.7            | 2021                | In dienst          | U-bus            | Elektrische bussen voor lijn 2. |                  |
| 4320-4332            | 13               | Altas Cityline                  | 2018                | In dienst          | U-bus            | Rijden voor Pouw Vervoer. |                  |
| 4333                 | 1                | Tribus Civitas                  | 2016                | In dienst          | -                | Rijdt voor Pouw Vervoer, ex VMNN. Droeg tot begin 2023 het nummer 4385. |                  |
| 4351-4360            | 10               | Mercedes-Benz Sprinter Mobility | 2013/2014           | Uit dienst         | U-bus            | Rijden sinds week 5 van 2014 in de lijndienst. De uitvoering van deze ritten is door Qbuzz uitbesteed aan Connexxion Taxi Services. In december 2018 is de 4356 overgegaan naar Pouw Vervoer. De overige bussen zijn uit dienst. |                  |
| 4361-4362            | 2                | Mercedes-Benz Sprinter City     | 2011                | Uit dienst         | U-bus            | Deze bussen reden tijdelijk op lijn 2. Voormalig Connexxion Taxi Services 46676 en 46677. |                  |
| 4363                 | 1                | Mercedes-Benz Sprinter City     | 2014                | Uit dienst         | U-bus            | Reed tot 2 juli 2016 als permanente vervanger voor de bussen op lijn 2. Reed in de tweede helft van 2016 vanwege het beperkte reizigersaantal op lijn 126. Rijdt sinds 2017 wegens de onbetrouwbare dienstuitvoering op lijn 126 weer als aanvulling op lijn 2. |                  |
| 4370-4372            | 3                | Mercedes-Benz Sprinter City 77  | 2014                | Uit dienst         | U-bus            | Deze bussen reden op lijn 2 en deden tot 2019 dienst op de servicelijnen 14, 15 en 16. Voorheen Syntus 1161, 1163 en 1164 en daarvoor Qbuzz 3881, 3884, 3885. |                  |
| 4373-4375            | 3                | Mercedes-Benz Citaro G          | 2003                | Uit dienst         | U-bus            | Ex-Connexxion 9127, 9133 en 9136. |                  |
| 4376-4381            | 6                | Mercedes-Benz Citaro G          | 2003                | Uit dienst         | U-bus            | Waren eigendom van Pouw Vervoer en reden tramvervangend vervoer. Werden voorheen ingezet op lijnen 12 en 18. Ex-Connexxion 9123, 9126, 9130, 9131, 9137 en 9139. |                  |
| 4385-4387            | 3                | Tribus Civitas Economy          | 2019                | Deels in dienst    | U-bus            | Rijden voor Pouw Vervoer. De 4385 is naar Next gegaan als 1178, die daar in opdracht van Connexxion rijdt. |                  |
| 4401-4531            | 131              | VDL Berkhof Ambassador ALE-120  | 2008                | Uit dienst         | U-bus            | Het leasecontract van deze bussen is overgenomen van Connexxion (oude Connexxion-nummering 3159-3289). De 4404 is in de ochtend van 9 april 2020 uitgebrand op de A2 nabij Nieuwegein. |                  |
| 4551-4561            | 11               | Mercedes-Benz Citaro G          | 2008                | Uit dienst         | U-bus            | Het leasecontract van deze bussen is overgenomen van Connexxion (oude Connexxion-nummering 9228-9238). |                  |
| 4601-4610            | 10               | Ebusco 2.1                      | 2017                | In dienst          | U-bus            | Deze elektrische bussen rijden sinds september 2017 op lijn 1. |                  |
| 4611                 | 1                | Ebusco 2.0                      | 2018                | In dienst          | U-bus            | Is sinds maart 2019 eigendom van Qbuzz en rijdt sinds november van dat jaar op lijn 1. |                  |
| 4650-4669            | 20               | Ebusco 2.2                      | 2020                | In dienst          | U-link           | Rijden op U-link lijnen 34, 50 (gedeeld met Syntus Utrecht) en 73. De 4654 is voorzien van een cameraspiegels als pilot. |                  |
| 4701-4715            | 15               | Setra S 418 LE Business         | 2019                | In dienst          | U-link           | Rijden op U-link lijnen 41 en 50 (gedeeld met Syntus Utrecht). |                  |
| 4801-4835            | 35               | Heuliez GX 437 ELEC Linium      | 2020                | In dienst          | U-bus            | Rijden op lijnen 3, 7 en 8 |                  |
| 6664                 | 1                | Tribus Civitas                  | 2018                | In dienst          | U-bus            | Rijdt op lijn 565 |                  |
| 6684                 | 1                | Tribus Civitas                  | 2018                | In dienst          | U-bus            | Ex-Syntus Twente 316. Rijdt op lijn 565 |                  |
| 49-BBB-3             | 1                | Rošero First                    | 2012                | Uit dienst         | -                | Deze bus is geen eigendom van U-OV maar van Bluekens. Reed tussen december 2013 en januari 2014 op lijn 2. |                  |
| 32-BFS-6             | 1                | VDL Citea SLF-120 Electric      | 2015                | Uit dienst         | -                | Deze bus is geen eigendom van U-OV maar van VDL. Reed in november 2015 als testbus rond in Utrecht (reed niet op de reizigersdienst). |                  |
| 8311 (Wiener Linien) | 1                | Rampini Alé EL Elektrobus       | 2017 (bj:2012/2013) | Uit dienst         | -                | Deze bus is geen eigendom van U-OV. maar van Wiener Linien. Reed tussen 19 juni en 30 juni 2017 als testbus rond in Utrecht (reed niet op de reizigersdienst). |                  |
| Syntus Utrecht       |                  |                                 |                     |                    |                  | |                  |
| 1602-1609            | 8                | Setra S 415 LE Business         | 2017                | In dienst          | U-link           | Rijden in U-link uitvoering op de met Qbuzz gedeelde lijn 50. |                  |
| 1881-1890            | 10               | VDL Citea LLE-120               | 2017                | In dienst          | U-link           | Rijden in U-link uitvoering op de met Qbuzz gedeelde lijn 50. |                  |

### Trammaterieel
Naast de bussen die Qbuzz van Connexxion en GVU overnam, reed tot en met 2020 Qbuzz ook met 27 Zwitserse trams (waarvan één is afgevoerd) en reed (van 2009) tot 2014 met een aantal Weense trams. De trams waren eigendom van het voormalig Bestuur Regio Utrecht, dat ook het onderhoud aan deze trams uitvoerde. Qbuzz leverde alleen trambestuurders.
De Zwitserse trams waren tussen 2010 en 2014 in- en uitwendig gerenoveerd, waarbij tijdens de laatste verbouwing de rijtuigen niet meer allemaal dezelfde stoelindeling hadden. Daardoor was het aantal stoelen dat in de rijrichting staat, ongelijk aan het aantal stoelen dat tegen de rijrichting in stond.
Vanaf 2020 worden de trams uit 1982-1983 vervangen door nieuw materieel. Na een levensduur van ruim drie decennia zijn de trams aan het einde van hun levensduur. Tegenwoordig wordt de voorkeur gegeven aan lagevloertrams i.p.v. hogevloertrams. Voorts zijn er voor de nieuwe Uithoflijn in 2019 nieuwe trams van het type Urbos in dienst gekomen. Dit type rijdt sinds 3 januari 2021 ook op de tramlijnen naar Nieuwegein en IJsselstein.
| Serie                                      | Aantal | Type                       | Bouwjaar  | Kleur      | Herkomst                                                | Opmerkingen | Afbeelding |
| ------------------------------------------ | ------ | -------------------------- | --------- | ---------- | ------------------------------------------------------- | --- | ---------- |
| 5001-5027                                  | 26     | Zwitserse trams            | 1982-1983 | Geel/grijs | Eigendom Bestuur Regio Utrecht, later provincie Utrecht | Oorspronkelijk 27, tramstel 5018 is na een ernstig ongeval gesloopt. De rest van de serie ging in 2020 uit dienst.                           |            |
| 4905, 4916, 4925, 4929, 4943, 4947 en 4948 | 7      | Weense trams E6            | 1979-1990 | Rood/wit   | Weense Stadtbahn                                        | Motorwagens. Vormden driewagenstellen samen met bijwagens. Reden alleen als spitstrams van 2009 tot 2014. Verkocht naar Krakau in juli 2014. |            |
| 1935, 1937 en 1941                         | 3      | Weense trams c6            | 1979-1990 | Rood/wit   | Weense Stadtbahn                                        | Bijwagens. Vormden driewagenstellen samen met motorwagens. Reden alleen als spitstrams van 2009 tot 2014. Verkocht naar Krakau in juli 2014. |            |
| 6001-6027                                  | 27     | CAF Urbos 100 (vijfdelig)  | 2017-2018 | Geel/grijs | Eigendom provincie Utrecht                              | Vijfdelige trams ter vervanging van buslijn 12                                                                                               |            |
| 6051-6072                                  | 22     | CAF Urbos 100 (zevendelig) | 2019-2020 | Geel/grijs | Eigendom provincie Utrecht                              | Zevendelige trams ter vervanging van de Zwitserse trams                                                                                      |            |
| 6073-6077                                  | 5      | CAF Urbos 100 (zevendelig) | 2021-2022 | Geel/grijs | Eigendom provincie Utrecht                              | Zevendelige trams ter aanvulling van de eerder aangekochte 22 zevendelige trams                                                              |            |